# Wurfsportart

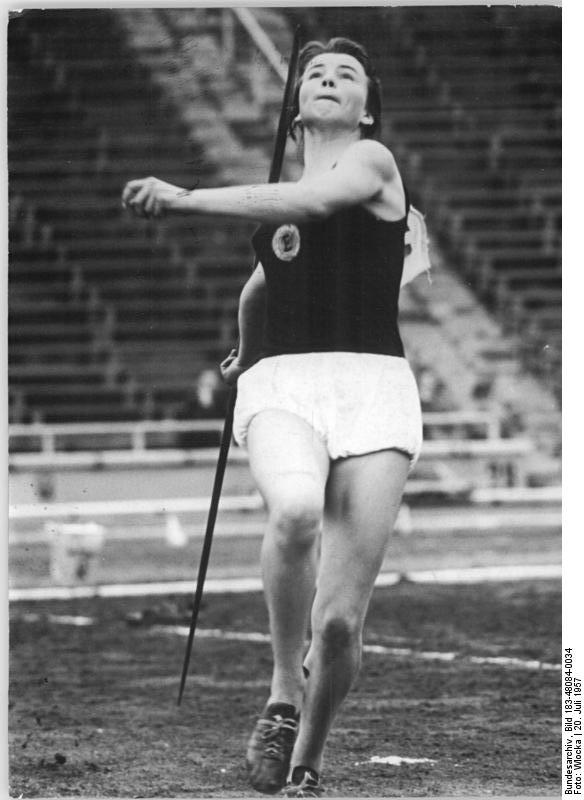
Leipzig, Turn- und Sporttreffen, Speerwurf

Eine Wurfsportart wird in mehrere Kategorien unterteilt. Grundsätzlich geht es darum ein Objekt zu werfen. Der entscheidende Unterschied ist das Sportgerät. Ob der Treffpunkt eines Zielobjektes maßgebend ist oder die Flugweite gemessen wird, variiert ebenfalls unter den Sportarten.
Man kann die Wurfsportarten wie folgt unterscheiden. 

## Wurfdisziplinen
Diskuswurf, Hammerwurf, Speerwurf und Kugelstoßen sind Wurfdisziplinen der Leichtathletik. Man bezeichnet sie als „monotechnische“ Sportarten, da die Bewegungsweise gleich bleibt. Akontion war eine Teildisziplin des Pentathlon und ist heute der Speerwurf.
WeitwurfKürbisweitwurf, Gummistiefelweitwurf und Steinwerfen zählen zu den Wurfsportarten, bei denen man das Spielgerät möglichst weit wirft.
Beim Gummistiefelweitwurf und beim Steinwerfen wird das Gerät jeweils vom Sportler selbst geworfen. Der Kürbisweitwurf erfolgt über Schleudern oder Katapulte. Auch die Kinder- und Jugenddisziplin Ballwurf zählt zu den Weitwürfen der Wurfsportarten dazu.
Spiele mit Bällen oder KugelnKlootschießen und Schleuderball zählen zu den Wurfsportarten, welche man mit Bällen ausführt.
Boßeln als übergeordnete Form der Wurfsportarten kann auch in verschiedenen Variationen ausgeübt werden beispielsweise als Eisboßeln und Besenwerfen.
Zielspiele
- Darts hier werden Pfeile auf Felder einer Scheibe geworfen
- Axtwerfen ist eine Wurfsportart, bei derer man mithilfe einer Axt eine Zielscheibe treffen muss.[2]

Sonstige Wurfsportarten
- Baumstammwerfen
- Knittelwerfen
- Zwergenwerfen
- Beim 2006 erfundenen Angelgolf wurden zwei Sportarten kombiniert. Das Spielgerät ist eine Angelrute verbunden mit einem Golfball, welcher auf einem Golfplatz durch das Schleudern der Angelrute in die dafür vorgesehenen Löcher gebracht werden muss.[3]